# Спортивна гімнастика на літніх Олімпійських іграх 1996 — Кільця (чоловіки)
Фінал змагань у вправах на кільцях у рамках турніру зі спортивної гімнастики на літніх Олімпійських іграх 1996 року відбувся 28 липня 1996 року.

## Призери
| Золото             | Срібло                       | Срібло                |
| Юрій Кекі · Італія | Сильвестр Чоллань · Угорщина | Дан Бурінка · Румунія |

### Фінал
| Місце             | Гімнаст                 | Результат |
| ----------------- | ----------------------- | --------- |
|                   | Юрій Кекі (ITA)         | 9.887     |
|                   | Сильвестр Чоллань (HUN) | 9.812     |
| Дан Бурінка (ROU) | 9.812                   |           |
| 4                 | Йордан Йовчев (BUL)     | 9.800     |
| 5                 | Андреас Веккер (GER)    | 9.762     |
| 5                 | Фан Хоньбін (CHN)       | 9.762     |
| 7                 | Маріус Тоба (GER)       | 9.737     |
| 7                 | Блейн Вілсон (USA)      | 9.737     |

## Джерело
- Результати на sports-reference.com [Архівовано 29 грудня 2008 у Wayback Machine.] (англ.)